# Kramers-Kronig-Beziehungen
Die Kramers-Kronig-Beziehungen, auch Kramers-Kronig-Relation (nach ihren Entdeckern Hendrik Anthony Kramers und Ralph Kronig), setzen Real- und Imaginärteil bestimmter meromorpher Funktionen in Form einer Integralgleichung miteinander in Beziehung. Sie stellen damit einen Spezialfall der Hilbert-Transformation dar.
Eine wichtige Anwendung ist der Zusammenhang zwischen der Absorption und der Dispersion eines sich in einem Medium ausbreitenden „Lichtstrahls“. Weitere Anwendungen gibt es in der Hochenergiephysik und in den Ingenieurwissenschaften.

## Mathematische Formulierung
Sei {\displaystyle F\colon \mathbb {C} \rightarrow \mathbb {C} } eine meromorphe Funktion, deren Polstellen in der unteren Halbebene liegen. Dieser Forderung an die Lage der Polstellen entspricht physikalisch das Kausalitätspostulat. Ferner seien {\displaystyle \operatorname {Re} \,F|_{\mathbb {R} }} bzw. {\displaystyle \operatorname {Im} \,F|_{\mathbb {R} }} Real- und Imaginärteil der Funktion {\displaystyle F}. Es sei vorausgesetzt, dass diese beiden Funktionen gerade bzw. ungerade sind. Das bedeutet, dass {\displaystyle F} durch Fourierintegration nicht aus einer beliebigen komplexen, sondern aus einer reellen Funktion gebildet werden kann.
In der Physik betrachtet man oft statt {\displaystyle F} die Funktion {\displaystyle F/\mathrm {i} }, wodurch sich die Voraussetzungen bezüglich gerade und ungerade vertauschen.
Schließlich sei {\displaystyle \lim _{|z|\rightarrow \infty }|F(z)|=0}. Dann gelten für {\displaystyle x\in \mathbb {R} } die folgenden als Kramers-Kronig-Beziehungen bezeichnete Gleichungen:
{\displaystyle \operatorname {Im} \,F(x)=-{\frac {2}{\pi }}\cdot \;\mathrm {CH} \,\int _{0}^{+\infty }{\frac {x\cdot \operatorname {Re} \,F(t)}{t^{2}-x^{2}}}\mathrm {d} t}
{\displaystyle \operatorname {Re} \,F(x)={\frac {2}{\pi }}\cdot \;\mathrm {CH} \,\int _{0}^{+\infty }{\frac {t\cdot \operatorname {Im} \,F(t)}{t^{2}-x^{2}}}\mathrm {d} t}
{\displaystyle \mathrm {CH} } bezeichnet den cauchyschen Hauptwert des auftretenden Integrals.
Real- und Imaginärteil der Funktion {\displaystyle F} bedingen sich also gegenseitig durch Integration. Dies findet Anwendungen in der Optik und in der Systemtheorie wenn {\displaystyle F} die Suszeptibilität eines Systems angibt, siehe Kausalität. Anwendungen finden sich auch in der Hochenergie-Physik bei den Dispersionsrelationen der S-Matrix.

## Motivation (Ein Randwertproblem)
Auf der reellen Achse {\displaystyle \mathbb {R} } sei eine stetige reelle Funktion {\displaystyle f} vorgegeben, die analog zu {\displaystyle \operatorname {Re} \,F} als gerade vorausgesetzt werden soll. Dazu soll eine in der ganzen oberen Halbebene holomorphe komplexe(!) Funktion {\displaystyle F} so konstruiert werden, dass {\displaystyle \operatorname {Re} \,F|_{\mathbb {R} }\mathrel {\stackrel {!}{=}} f} gilt.
Es soll also ein Randwertproblem gelöst werden, wobei im Innern des betrachteten Gebietes {\displaystyle G}, d. h. oberhalb von {\displaystyle \mathbb {R} }, wegen der Holomorphie-Bedingung die cauchy-riemannschen Differentialgleichungen erfüllt werden müssen und auf dem Rand, {\displaystyle \partial G=\mathbb {R} \,,} eine stetige reelle Funktion, {\displaystyle f}, vorgegeben ist, die dort angenommen werden soll.
Eine holomorphe Funktion kann nach dem Residuensatz dargestellt werden als:
{\displaystyle F(z)={\frac {1}{2\pi \mathrm {i} }}\left(\int _{HK_{r}}{\frac {F(t)}{t-z}}\mathrm {d} t+\int _{-r}^{r}{\frac {F(t)}{t-z}}\mathrm {d} t\right)},
wobei {\displaystyle HK_{r}(0)} den (positiv orientierten) Halbkreis in der oberen Halbebene mit Zentrum {\displaystyle 0} und Radius {\displaystyle r>0} bezeichnet. Fällt nun {\displaystyle F} im Unendlichen schnell genug ab, so reduziert sich im Grenzübergang {\displaystyle r\rightarrow \infty } die Darstellung zu einem Integral über der reellen Achse, also:
{\displaystyle F(z)={\frac {1}{2\pi \mathrm {i} }}\int _{-\infty }^{+\infty }{\frac {F(t)}{t-z}}\mathrm {d} t}
Im Falle {\displaystyle \operatorname {Im} \,z=0}, und weil {\displaystyle f} bzw. {\displaystyle \operatorname {Re} \,F(t)} eine gerade Funktion sein soll, ergibt sich schließlich
{\displaystyle \operatorname {Im} \,F(z)=-{\frac {1}{\pi }}\int _{-\infty }^{+\infty }{\frac {\operatorname {Re} \,F(t)}{t-z}}\mathrm {d} t=-{\frac {2}{\pi }}\int _{0}^{+\infty }{\frac {z\cdot \operatorname {Re} \,F(t)}{t^{2}-z^{2}}}\mathrm {d} t},
wobei das auftretende Integral als cauchyscher Hauptwert zu interpretieren ist (Singularität für {\displaystyle t=z}) und mit der Hilbert-Transformation von {\displaystyle f} übereinstimmt. Der Residuensatz wird hierbei auf den Integrationsweg {\displaystyle [-r,z-\varepsilon ]\cdot HK_{\varepsilon }(z)\cdot [z+\varepsilon ,r]\cdot HK_{r}(0)} angewendet. Diese Gleichung entspricht der einen Kramers-Kronig-Beziehung.
Man braucht jetzt zur Lösung des Randwertproblems nur die Beziehung {\displaystyle \operatorname {Re} \,F|_{\mathbb {R} }{=}f} einzusetzen.
Für ungerade Funktionen {\displaystyle f} verfährt man analog und erhält die andere Kramers-Kronig-Beziehung. Eine beliebige Funktion kann immer durch die Vorschrift {\displaystyle f=f_{+}+f_{-}}, mit {\displaystyle f_{\pm }(t)={\frac {1}{2}}\left(f(t)\pm f(-t)\right)}, in einen geraden bzw. ungeraden Anteil zerlegt werden.
Der einfachste Fall einer meromorphen Funktion {\displaystyle F(z)} mit den vorausgesetzten Eigenschaften ist die lineare Antwortfunktion des gedämpften harmonischen Oszillators, {\displaystyle F(z):=1/(z^{2}-\omega _{0}^{2}+\mathrm {i} \gamma z),} mit positiver Dämpfungskonstante {\displaystyle \gamma } und positiver charakteristischer Oszillator-Kreisfrequenz {\displaystyle \omega _{0}.}

## Anwendungen
Die Kramers-Kronig-Beziehungen werden dort angewendet, wo eine reelle gerade Funktion {\displaystyle F(\omega )} – evtl. ungerade gemacht durch einen Zusatzfaktor {\displaystyle 1/\mathrm {i} } – zu einer holomorphen Funktion {\displaystyle F(z)} ergänzt werden soll. Dies dient meistens der Vereinfachung der auftretenden Rechnungen, insbesondere bei Wellenfunktionen, also hauptsächlich in der Signalverarbeitung und in der Optik, aber auch in der Statistischen Physik im Zusammenhang mit dem Fluktuations-Dissipations-Theorem. Auf diese Weise hängt die Absorption elektromagnetischer Wellen in einem Medium mit dem Brechungsindex zusammen. Es reicht also, die Abhängigkeit einer der beiden Größen von der Frequenz zu kennen, um die andere berechnen zu können.
Die von der Kreisfrequenz {\displaystyle \omega } abhängige Permittivität {\displaystyle \varepsilon (\omega )} lässt sich ausdrücken als Integral der von der Kreisfrequenz abhängigen Absorption:
{\displaystyle \operatorname {Re} (\varepsilon (\omega ))=1+{\frac {2}{\pi }}\cdot \;\mathrm {CH} \,\int \limits _{0}^{\infty }{\frac {\Omega \cdot \operatorname {Im} (\varepsilon (\Omega ))}{\Omega ^{2}-\omega ^{2}}}\,\mathrm {d} \Omega }
wobei
- die reelle Kreisfrequenz {\displaystyle \Omega } die Integrationsvariable ist
- die ebenfalls reelle Variable {\displaystyle \omega } eine charakteristische System-Kreisfrequenz darstellt
- die Abkürzung {\displaystyle \mathrm {CH} \int _{0}^{\infty }\dots }  für den cauchyschen Hauptwert (engl. Cauchy principal value) des Integrals steht ({\displaystyle \operatorname {Re} \varepsilon (\omega )} ist gerade, {\displaystyle \operatorname {Im} \varepsilon (\omega )} ungerade).

Eine alternative Betrachtungsweise ergibt sich mit dem Absorptionskoeffizienten {\displaystyle \alpha }, dem Brechungsindex {\displaystyle n} und der Lichtgeschwindigkeit {\displaystyle c}:
{\displaystyle n(\omega )=1+{\frac {c}{\pi }}\cdot \;\mathrm {CH} \,\int \limits _{0}^{\infty }{\frac {\alpha (\Omega )}{\Omega ^{2}-\omega ^{2}}}\,\mathrm {d} \Omega }
Dadurch lässt sich vor allem in der nichtlinearen Optik aus einer einfachen Absorptionsmessung die komplexe Form des Brechungsindex ableiten. Auch der Name der Dispersionsrelationen der Hochenergiephysik bezieht sich auf dieses Beispiel.
In den Ingenieurwissenschaften kommen die Kramers-Kronig-Beziehungen vor allem im Rahmen von impedanzspektroskopischen Messungen zum Einsatz, wo aus ihrer Nichterfüllung auf eine fehlerhafte Messung des Frequenzganges geschlossen wird.
Die Einschränkung der allgemeiner gültigen Kramers-Kronig-Beziehungen auf Zweipol-Systeme führt zum ZHIT-Algorithmus, der zur Validierung von Impedanzspektren elektrochemischer Systeme (Elektrochemische Impedanzspektroskopie) angewandt werden kann.